# Turó del Soler
|  | Aquest article tracta sobre Turó del Soler de Castellnou de Bages. Vegeu-ne altres significats a «Turó del Soler (Ripoll)». |

El Turó del Soler és una muntanya de 567 metres que es troba al municipi de Castellnou de Bages, a la comarca catalana del Bages.